# Lac d'Emosson
Het Lac d'Emosson is een stuwmeer in Zwitserland in de buurt van Finhaut.
Het meer wordt omklemd door 3 dammen: 
- De dam van Barberine: een dam die in de jaren 20 werd gebouwd. De Barberine is de naam van een stortbeek gelegen aan het meer.
- De dam van de Vieux-Emosson: deze dam werd in de jaren 50 gebouwd. Het is de kleinste van de drie dammen in het meer.
- De dam van Emosson: deze dam, die in 1973 werd gebouwd, in de grootste dam in het meer. Een van de ontwerpers van deze gebogenbetonnen dam was de Nederlander Philip Jan Deinum

In 1976 werden bij het meer voetstappen gevonden die van dinosaurussen afkomstig waren uit het tijdperk Trias.

## Wielrennen
In de Ronde van Frankrijk 2016 was er in de zeventiende etappe een aankomst bergop aan het Lac d'Emosson. Als eerste kwam de Rus Ilnoer Zakarin boven.